# Knivattacken på Medborgarplatsen
Knivattacken på Medborgarplatsen ägde rum torsdagen den 31 augusti 2017 då polismannen Ted Eriksson och hans kollega patrullerade området runt Medborgarplatsen och Björns trädgård, två öppna platser på Södermalm i centrala Stockholm, detta för att skydda och hålla uppsikt över Ung i Sveriges sittstrejk mot utvisning av afghanska asylsökande. Gärningsmannen Muhammad Hussaini som tidigare synts till vid sittstrejken högg oprovocerat Eriksson i nacken med kniv bakifrån. Angreppet tillfogade inte Eriksson livshotande skador, trots att kniven punkterade ryggmärgen. Erikssons kollega sprang ikapp gärningsmannen och grep honom.
Den misstänkte gärningsmannen fick tolkhjälp på dari, ett språk som talas i Afghanistan och anhölls samma kväll.
Fatemeh Khavari som organiserade sittstrejken uttryckte sitt medlidande med Eriksson.

## Ted Eriksson
Eriksson behandlades på Karolinska sjukhusets traumaenhet och skrevs ut senare samma dag i tron att det rörde sig om en muskelskada. Måndagen efter medverkade Eriksson i SVT och TV4. På kvällen skulle han medverkat i TV-programmet Brottscentralen men blev illamående och åkte till akuten på Sankt Görans sjukhus där man efter röntgen konstaterade att han hade en fraktur på en ryggkota och att ryggmärgen var punkterad. Eriksson sjukskrevs i sju veckor.
Ett år efter attacken besvärades Eriksson fortfarande av de skador han tillfogats. Han fortsatte att arbeta som polis men flyttade från Stockholm till Skåne.

## Angripare
Angriparen, den ensamkommande förment 17-årige Muhammad Hussaini kom till Sverige år 2015.
Muhammad Hussaini hade vid flera tillfällen synts till vid demonstrationen på Medborgarplatsen men inte deltagit aktivt. Han greps efter angreppet och anhölls senare samma dag på sannolika skäl misstänkt för mordförsök med den högre misstankegraden.
Hussaini uppgav att han var 17 år, men utredarna utgick från att han var 22–23 år. En medicinsk åldersbedömning gjordes. Polisutredningen visade att han var minst 18.

## Rättegång

### Stockholms tingsrätt
Under rättegången i Stockholms tingsrätt genomgick Hussaini en rättspsykiatrisk undersökning som utmynnade i att denne inte utfört angreppet under en allvarlig psykisk störning. En läkare konstaterade att hans psykiska symptom "i betydande grad" var simulerade. I mars 2018 dömdes Hussaini till fem års fängelse och utvisning samt att betala 100 000 kronor i skadestånd till Eriksson.
Hussaini dömdes även för två fall av misshandel vid olika tillfällen i Tyresö gymnasium som skedde dagarna innan knivangreppet på polismannen.

### Svea hovrätt
I juni 2018 fastställdes fängelsedomen på fem år i Svea hovrätt. Nya uppgifter gjorde gällande att gärningsmannen var 25 år gammal och inte 18, vilket hade kunnat fördubbla dennes fängelsestraff, men eftersom endast försvarssidan och inte åklagaren överklagat tingsrättens dom kom åldersfrågan ej med i hovrättens dom.